# Louise Colet
Louise Colet, nascuda Révoil de Servannes (Ais de Provença, 15 de setembre de 1810 - París, 8 de març de 1876), fou una poetessa, novel·lista, dramaturga, autora de biografies i relats de viatges i corresponsal de premsa francesa. Observadora atenta de la realitat que visqué a França, republicana i feminista, va publicar molt, obtingué èxits editorials, va guanyar premis i mantingué un saló literari, però li va costar ser reconeguda pels seus col·legues, que la van confinar a una literatura femenina que consideraven menor. Com que va establir i mantenir relacions amoroses amb diversos escriptors, sovint se li ha restat credibilitat i ha quedat confinada al paper de «la musa».
Casada amb el músic francès Hippolyte Colet, es traslladà a viure a París, on aviat es donà a conèixer des de molt jove col·laborant en els diaris de Lió i París.

## Salonnière
Un cop arribada a París, després de seguir Madame Récamier des de 1848, va obrir el seu propi saló literari, situat al número 2 del carrer de Bréda. Entre els anys 1851 i 1857 rebé els seus convidats els dijous al número 21 del carrer de Sèvres, després al número 22 del carrer Vaneau fins al 1859. Hi acudien representants del món literari parisenc, com ara Victor Hugo, Alfred de Musset, Alfred de Vigny, Charles Baudelaire, Pierre-Jean de Béranger, Maxime Du Camp, Louis Bouilhet, Gustave Flaubert o el filòsof Victor Cousin, així com molts pintors, escultors i polítics, com Abel François Villemain, Eugène Delacroix, Jean-Léon Gérôme, o James Pradier, i l'actriu francesa Edma Roger des Genettes.
El 1846 va conèixer Gustave Flaubert, aleshores un jove artista desconegut de 25 anys, ella en tenia 36. I van ser amants durant una dècada, al llarg de la qual es van creuar molta correspondència, que actualment és una font d'informació sobre el progrés de la creació de Madame Bovary i aporta extensos comentaris i consideracions sobre els estils literaris de tots dos, tot i que les cartes de Colet a Flaubert no s’han conservat, perquè van ser cremades per una neboda vigilant.
Es va separar del seu marit el 1847 i escrigué molt, per poder mantenir-se a si mateixa i la seva filla, conservant així la seva independència.

## Obra com a escriptora
El 1844, Louise Colet va publicar una traducció de les Obres seleccionades de Tommaso Campanella.
Le poème de la femme havia d'incloure sis relats que mostraven totes les condicions socials: La Camperola, La Princesa, La Prostituta, La Dona Superior, La Criada i La Burgesia, dels quals només va escriure els tres primers.
En escriure Histoire d'un soldat (1856), encetava un gènere novel·lesc d'autoficció romàntica, i també ajustava comptes amb algúː hi apareix el personatge de Léonce, una caricatura de Flaubert.
El 1859, George Sand havia publicat Elle et Lui, en què passava a la ficció la seva pròpia relació  amb Alfred de Musset, ja mort en aquell moment. El seu germà, Paul de Musset, hi respongué amb la novel·la Lui et Elle. Louise Colet s'incorporaria després a la saga amb Lui, roman contemporaine, que es va publicar per entregues a Le Messager de Paris', entre agost i setembre de 1859, i després en volum el 1860. El seu amant Alfred de Musset hi apareix sota el nom d'Albert de Lincel, i Flaubert altre cop sota el nom de Léonce. Entrellaçant-hi moltes històries, Colet fa anàlisis psicològiques de les necessitats intel·lectuals i sensuals d'homes i dones, i hi analitza les dificultats dels homes per acceptar les dones intel·ligents.
Les Pays lumineux: voyage en Orient (1869; publicat com a llibre el 1879) recull la seva experiència com a corresponsal a Egipte per al diari Le Siècle durant la inauguració del Canal de Suez, amb les seves observacions i reflexions.
Va escriure moltes obres en prosa i en vers, entre les quals:
- Fleurs du Midi (París, 1836);
- Penserosa (1839);
- La jeunesse de Goethe, comèdia (1839);
- ¡A ma mère! 8 juin 1839, Les funérailles de Napoléon (1840);
- Les chants des vaincues (1840);
- Poésies (1842);
- Les jeunesse de Mirabeau (1841);
- La Religieuse, Le poème de la femme, Les Coeurs brisés (1843);
- Les Convictions, Deux mois d'émotion, La Paysane, Follies et Saintes (1844);
- La Servante, Histoire d'un soldat, Ce qui est dans le coeur des femmes (1852);
- Mme. de Chatelet (1854);
- Quatre pièces couronnées (1855);
- Lui, roman contemporaine (1859);
- Voyage par la Hollande (1859);
- Les petits messieurs, Naples sous Garibaldí, souvenir de la guerre de l'Indépendance (1861);
- Les derniers abbés, L'Italie des Italiens (1862);
- Charlotte Corday i Madame Rolan, Cuadros dramàtiques, Le dernier marquis (1867);
- Satire du Siècle (1868);
- Les Pays lumineux: voyage en Orient (1869);
- Les devotes du grand monde (1873).

## Premis i reconeixements
De l'Acadèmia francesa obtingué molts premis; el primer per Fleurs du Midi, pel qual guanyà dos mil francs. Al 1839 per Le Musée de Versailles; el 1843, per Le Monument de Molière; el 1852 per La colonie de Mettray i, el 1854, per L'Acropole d'Athènes.